# Mannophryne collaris
Mannophryne collaris är en groddjursart som först beskrevs av George Albert Boulenger 1912.  Mannophryne collaris ingår i släktet Mannophryne och familjen Aromobatidae. IUCN kategoriserar arten globalt som starkt hotad. Inga underarter finns listade i Catalogue of Life.